# No Make de On The Bed
『No Make de On The Bed』（ノー・メイク・デ・オン・ザ・ベッド）は、日本のR&Bグループ、SKOOP（現Skoop On Somebody）が1997年2月21日にリリースしたメジャー・デビュー・シングル。

## 概要
当時まだ珍しかった12cmCDシングルでの発売。
1stアルバム『SKOOP』には全曲とも未収録。『Singles 2002〜1997』において初めて収録された。

## 収録曲
作詞・作曲・編曲:SKOOP（特記以外）
1. No Make de On The Bed
2. 碧い雨
3. No Make de On The Bed (Back Drop Mix)
  - 編曲：Choronic